# Moby Tommy
Il Moby Tommy è un traghetto appartenente alla compagnia di navigazione italiana Moby Lines.

## Caratteristiche
Ultimo di una classe di tre unità costruite tutte da Samsung Heavy Industries presso il cantiere navale di Geoje, in Corea del Sud, il Moby Tommy è stato varato il 18 agosto 2001 e consegnato il 9 ottobre dell'anno successivo alla compagnia greca Minoan Lines con il nome di Ariadne Palace: appartiene alla generazione dei fast-cruise ferry, navi concepite per il trasporto combinato di passeggeri e autoveicoli al seguito con standard alberghieri paragonabili a quelli delle navi da crociera e velocità di servizio elevate.
Tra i servizi a bordo sono compresi due ristoranti (uno à la carte e un self-service), pub, bar all'aperto, piscina, area giochi per bambini e videogame, negozio duty-free, solarium esterno e copertura wi-fi a bordo durante la traversata. Le sistemazioni passeggeri originali prevedevano 105 cabine passeggeri e 260 poltrone, con la possibilità di trasportare 580 automobili o 1.916 metri lineari di carico rotabile.
Nel 2016 la nave ha subito un profondo rinnovamento presso i cantieri navali Palumbo di Napoli che ha comportato l'aggiunta di una grande sovrastruttura di tre ponti a poppa per aumentare il numero di cabine disponibili, passate da 105 a 314, e la capacità di trasporto veicoli ora pari a 680 automobili. È inoltre aumentata in maniera considerevole la stazza lorda, passata da 28.915 a 32.302 tonnellate.
La propulsione è affidata a 4 motori diesel Wärtsilä 12V46C da 12.600 kW ciascuno, per una potenza complessiva pari a 50.400 kW; si tratta di unità analoghe a quelle installate sui gemelli Moby Aki e Moby Wonder, nonché sul Finlandia e sul Pascal Lota. la velocità di crociera è pari a 27 nodi, mentre quella massima raggiungibile è pari a 31,5 nodi.

## Servizio
Costruito per la Minoan Lines, l'Ariadne Palace è stato consegnato alla compagnia greca il 9 ottobre 2002 e ha raggiunto Candia, sede della compagnia, dopo circa due settimane; nel successivo mese di novembre la nave entrò in servizio tra Venezia, Igoumenitsa e Patrasso.

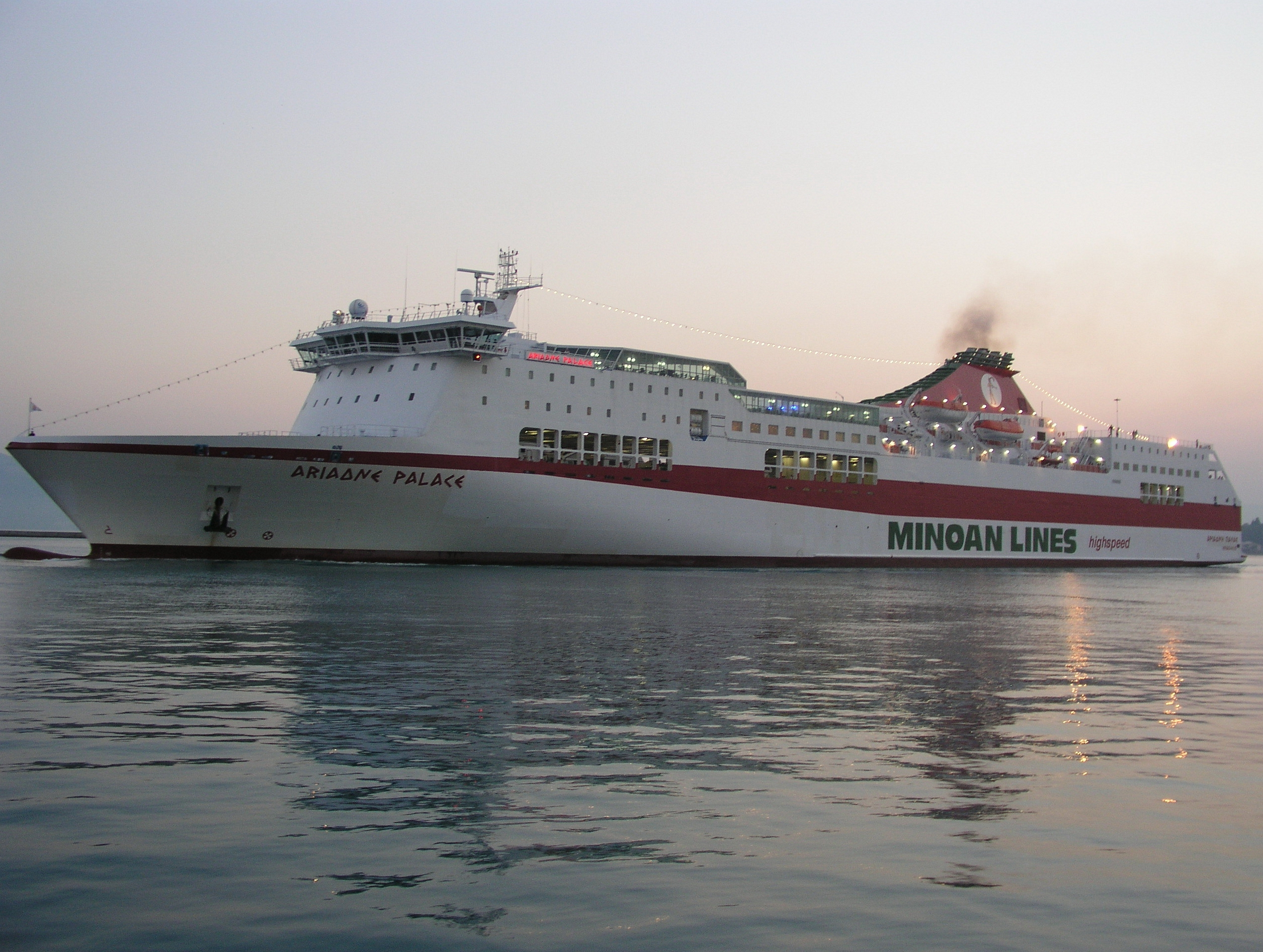
Ariadne Palace nel 2003

Nel mese di settembre 2006 la nave venne venduta alla compagnia italiana Moby Lines, con consegna prevista per il mese di dicembre.
Terminati a fine novembre i servizi per Minoan Lines, a dicembre la nave prese il nome di Moby Tommy, venendo sottoposta nei primi mesi del 2007 a dei lavori di ristrutturazione degli interni a Genova. A maggio 2007 la nave entrò in servizio per Moby tra Olbia e Piombino dove rimase anche per le estati successive fino a settembre 2013.
Nella primavera 2012 la nave fu noleggiata brevemente alla White Star Line, tornando in servizio in estate per Moby sulla Civitavecchia - Olbia in coppia con il Moby Aki (già da tempo in servizio sulla linea) e sulla Piombino-Olbia. Il Moby Tommy trascorse il successivo autunno in disarmo a Piombino a seguito di due trattative per il noleggio non andate a buon fine con Tirrenia e SNCM; solo a gennaio 2013 rientrò in servizio tra Livorno e Olbia per gestire il grande carico di semirimorchi da imbarcare dovuti alla dismissione delle navi merci della società Armamento Sardo. Nella successiva estate 2013 prestò servizio, come negli anni precedenti, sulla rotta tra Piombino e Olbia. 

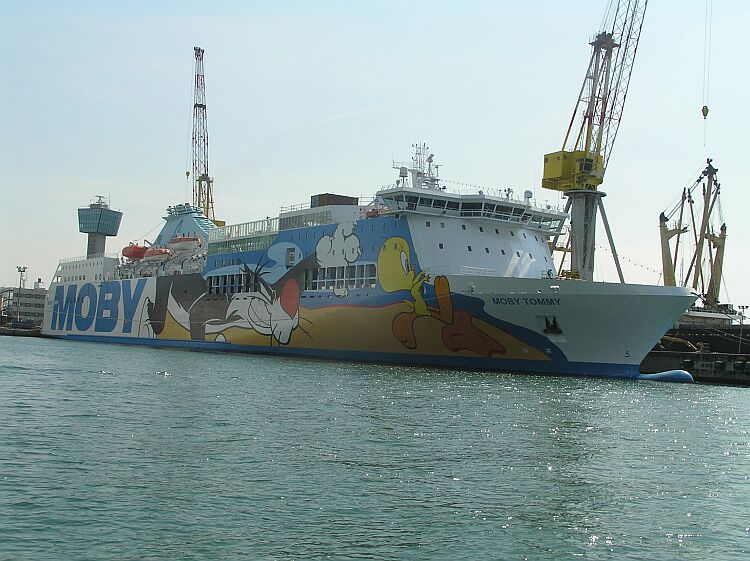
Il Moby Tommy a Genova nel 2013; si nota l'assenza della vistosa sovrastruttura aggiunta a poppa nel 2016.

Nell'estate 2017 ha prestato servizio sulla Civitavecchia-Olbia per conto di Tirrenia CIN a seguito dell'acquisizione della stessa da parte di Moby Lines ultimata l'anno precedente. È rimasta sulla suddetta rotta anche per l'estate successiva insieme alla compagna di flotta Moby Dada. Nella stagione invernale 2019-2020 è stata inizialmente impiegata sulla rotta Livorno - Olbia insieme al Moby Drea, sostituendo i gemelli Moby Aki e Moby Wonder venduti alla compagnia danese DFDS Seaways; il naufragio della trattativa consente però ad Aki e Wonder di rientrare in servizio, spostando così il Moby Tommy sulla linea Civitavecchia-Cagliari. Dal 18 aprile al 15 maggio 2020 ha sostituito il traghetto Raffaele Rubattino sulla tratta Palermo-Napoli.
Nell'estate 2020 opera sulle rotte da Olbia per Civitavecchia, Livorno e Piombino dopo circa 7 anni di assenza presso quest'ultimo porto. Dalla successiva stagione invernale ha prestato servizio a rotazione in sostituzione di altre navi sulle rotte Napoli-Palermo, Civitavecchia-Olbia e Civitavecchia-Cagliari. Da gennaio 2021 prende servizio sulla Genova-Porto Torres alternandosi con unità della classe Bithia, per poi tornare sulla rotta Civitavecchia-Olbia nella successiva stagione estiva. Il Moby Tommy trascorre l'inverno 2022 in disarmo a Piombino; a metà giugno 2022 viene trasferito a Genova per poi entrare in servizio sulla rotta Genova-Porto Torres insieme al Janas dal successivo 23 giugno, venendo riconfermato sulla stessa rotta anche per l'estate 2023. Dal 3 ottobre 2023 al 6 maggio 2024 è stato in disarmo a Civitavecchia. Lo stesso giorno è partito per Genova dove verrà posto in bacino per riparazioni.
Dal Luglio 2024 inizia a prendere servizio sulla rotta Genova-Ajaccio-Porto Torres.

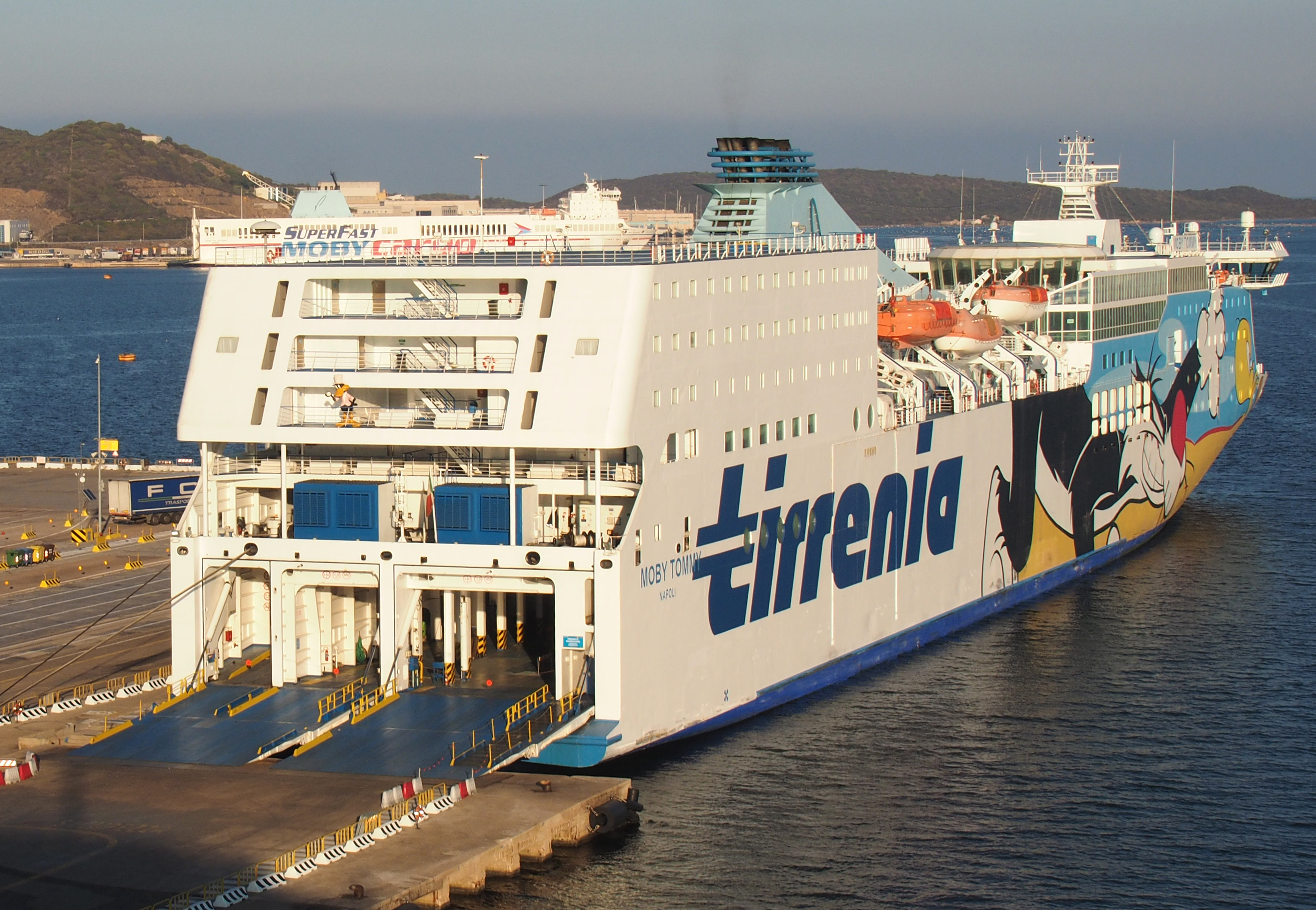
Il Moby Tommyormeggiato ad Olbia nel 2017.

Torna in servizio sulle rotte da Genova per la Sardegna e per Ajaccio in coppia con il Moby Ale Due dal giugno 2025.

## Incidenti
Nella mattina del 29 giugno 2022, mentre il Moby Tommy era in arrivo a Genova da Porto Torres, un ufficiale di macchina è rimasto schiacciato da una delle porte stagne a ridosso della sala macchine riportando gravi ferite al bacino e al cranio. L'ufficiale è stato salvato da due colleghi e dal medico di bordo e trasportato in codice rosso presso l'ospedale San Martino. Sulla dinamica dell'infortunio è stata aperta un'inchiesta per lesioni colpose dalla Procura e inseriti nel registro degli indagati il comandante e il direttore di macchina. Non sono state riscontrate anomalie nel funzionamento delle porte stagne e di conseguenza il traghetto non è finito sotto sequestro.

## Navi gemelle
- Zeus Palace (ex Prometheus)
- Mega Express Three (ex Oceanus)